# Scrophularia balbisii
Scrophularia balbisii är en flenörtsväxtart som beskrevs av Jens Wilken Hornemann. Scrophularia balbisii ingår i släktet flenörter, och familjen flenörtsväxter. Inga underarter finns listade i Catalogue of Life.